# Muhamed Alaim
Muhamed Alaim (Sarajevo, 10 febbraio 1981) è un ex calciatore bosniaco, di ruolo portiere.

## Statistiche

### Cronologia presenze e reti in nazionale
| Cronologia completa delle presenze e delle reti in nazionale ― Bosnia ed Erzegovina | Cronologia completa delle presenze e delle reti in nazionale ― Bosnia ed Erzegovina | Cronologia completa delle presenze e delle reti in nazionale ― Bosnia ed Erzegovina | Cronologia completa delle presenze e delle reti in nazionale ― Bosnia ed Erzegovina | Cronologia completa delle presenze e delle reti in nazionale ― Bosnia ed Erzegovina | Cronologia completa delle presenze e delle reti in nazionale ― Bosnia ed Erzegovina | Cronologia completa delle presenze e delle reti in nazionale ― Bosnia ed Erzegovina | Cronologia completa delle presenze e delle reti in nazionale ― Bosnia ed Erzegovina |
| Data                                                                                | Città                                                                               | In casa                                                                             | Risultato                                                                           | Ospiti                                                                              | Competizione                                                                        | Reti                                                                                | Note                                                                                |
| ----------------------------------------------------------------------------------- | ----------------------------------------------------------------------------------- | ----------------------------------------------------------------------------------- | ----------------------------------------------------------------------------------- | ----------------------------------------------------------------------------------- | ----------------------------------------------------------------------------------- | ----------------------------------------------------------------------------------- | ----------------------------------------------------------------------------------- |
| 22-8-2007                                                                           | Sarajevo                                                                            | Bosnia ed Erzegovina                                                                | 3 – 5                                                                               | Croazia                                                                             | Amichevole                                                                          | -3                                                                                  | 46’                                                                                 |
| Totale                                                                              |                                                                                     | Presenze                                                                            | 1                                                                                   |                                                                                     | Reti                                                                                | -3                                                                                  |                                                                                     |

## Palmarès

### Club

#### Competizione nazionale
- Campionato bosniaco: 1

Sarajevo: 2006-2007
- Coppa di Bosnia: 2

Sarajevo: 2001-2002, 2004-2005